# Yūko Araki
Yūko Araki (新木 優子 Araki Yūko?,  Tokio, Japón, 15 de diciembre de 1993) es una actriz y modelo japonesa, afiliada a Stardust Promotion.

## Biografía
Araki nació el 15 de diciembre de 1993 en la ciudad de Tokio, Japón. Fue reclutada por la agencia de talentos Stardust Promotion cuando aún era una estudiante de escuela primaria. siendo su papel debut el de Naomi en la película Ikari o Nagero en mayo de 2008. En 2014, se convirtió en modelo exclusiva para la revista de moda non-no.
En 2016, Araki obtuvo su primer papel protagonista en una serie de televisión, Love Love Alien de Fuji Television. Puede tocar el bombardino y la trompeta.

## Filmografía

### Películas
| Año  | Título                                | Personaje       | Notas            | Ref.        |
| ---- | ------------------------------------- | --------------- | ---------------- | ----------- |
| 2008 | Ikari o Nagero                        | Naomi           | Principal        | [ 4 ]       |
| 2008 | Aoi Tori                              | Mai Katayama    |                  |             |
| 2010 | Confessions                           |                 |                  |             |
| 2011 | Usotsuki Mii-kun to Kowareta Maa-chan |                 |                  |             |
| 2011 | Shōjo-tachi yo                        |                 | No fue estrenada |             |
| 2013 | School Girl Complex Hōsōbu Hen        | Futaba Eriguchi |                  |             |
| 2013 | Yurusenai, Aitai                      | Mari Hashimoto  |                  |             |
| 2015 | Kazoku-gokko                          |                 |                  | [ 5 ]       |
| 2015 | Kaze no Tayori                        | Kurumi          | Principal        | [ 6 ] [ 7 ] |
| 2016 | Nakimushi Piero no Kekkonshiki        | Maki Inaba      |                  | [ 8 ]       |
| 2016 | Intern!                               | Haruka Kawakura | Principal        | [ 9 ]       |
| 2017 | Our Meal For Tomorrow                 | Koharu Uemura   | Principal        | [ 10 ]      |
| 2017 | Evil and the Mask                     | Kaori           |                  |             |
| 2018 | Anoko no Toriko                       | Shizuku         |                  |             |

### Dramas
| Año  | Título                       | Personaje        | Cadena    | Notas            | Ref.   |
| ---- | ---------------------------- | ---------------- | --------- | ---------------- | ------ |
| 2009 | Real Clothes                 |                  | KTV       | Episodio 7       |        |
| 2012 | Dragon Seinendan             | Yuka             | MBS       |                  |        |
| 2013 | Kamen Rider Wizard           | Chiaki Shimizu   | TV Asahi  | Episodio 34 y 35 |        |
| 2015 | Itsuka Tiffany de Chōshoku o | Risa Arai        | NTV       |                  | [ 11 ] |
| 2015 | Prison School                | Anzu             | MBS       |                  | [ 12 ] |
| 2016 | Ieuru Onna                   | Madoka Murata    | NTV       |                  |        |
| 2016 | Love Love Alien              | Sonomi Ishibashi | Fuji TV   | Principal        | [ 3 ]  |
| 2017 | Crisis                       | Oyama Rei        | KTV       |                  | [ 13 ] |
| 2017 | Million Yen Women]           | Hiraki Nanaka    | TV Tokyo  |                  | [ 14 ] |
| 2017 | Code Blue                    | Yokomine Akari   | Fuji TV   |                  | [ 15 ] |
| 2018 | Todome no Kiss               | Mikoto Namiki    | Nippon TV | Lead role        |        |
| 2018 | We Are Rockets! (Cheer☆Dan)  | Aoi Fujitani     |           |                  |        |

### Series
| Año  | Título                       | Cadena        | Notas                   |
| ---- | ---------------------------- | ------------- | ----------------------- |
| 2011 | BitWorld                     | NHK E TV]     | Nina                    |
| 2012 | Chō Saigen! Mysterty         | NTV           | Harumi Miyase           |
| 2014 | J-League Match Day Highlight | Sky PerfecTV! | "J-Youth Lab" navigador |
| 2014 | Sonna Baka na Man            | Fuji TV       |                         |
| 2016 | 1-ko Dake Yellow             | NBN           | MC                      |

## Premios y nominaciones
| Año  | Categoría        | Premio                                                     | Nominado (a) | Resultado |
| ---- | ---------------- | ---------------------------------------------------------- | ------------ | --------- |
| 2020 | Excellence Award | 2nd Asia Contents Awards Busan International Film Festival | -            | Ganó      |